# حلة محيش
حِلَّة مُحَيش أو الحِلَّة هي قرية من قرى محافظة القطيف، في المنطقة الشرقية من المملكة العربية السعودية. تبعد عن مركز مدينة القطيف حوالي 3 كيلومترات ويربطها طريق معبد متفرع من الشارع العام في مدخل القطيف.

## التسمية
حِلّٙة مُحٙيْش اسم مركب من مضاف ومضاف إليه، و«الحِلّٙة» تعني المجلس أو مجموعة البيوت، و«مُحٙيْش» هي تصغير مُحٙش وتعني المكان الكثير الكلأ والخير، وقد يكون اسم علم، وأيضاً المحش هو اسم آلة قص الحشائش وكان المحش رمزاً للعمل والكدح سابقاً عند أهل القطيف حيث أن الحلة تكثرُ بها البساتين والمزارع والعيون والآبار الارتوازية، وتسمى حلة محيش عند أغلب سكان المنطقة بـ «الحلة» اختصاراً.

## التاريخ
كانت حلة محيش من القرى المسوّرة مثل أم الحمام، كما يذكر المستشرق الإنجليزي لوريمر بأنها كانت تتكون من 135 منزلاً، بعضها خارج السور. بقيت حلة محيش مسورة إلى أن هُدم سورها، مع بدايات الثمانينيات.

## الزراعة
تكثر في حلة محيش الزراعة. تحيط بالحلة المزارع والبساتين التي قُدِّرَت 169 بستاناً تحتوي على أكثر من 32,360 نخلة، وتكثر فيها عيون الماء القوية، علاوة على زراعة الخضراوات المتنوعة والفواكه والحمضيات.

## الأسواق
1. سوق البارقة: كان يوجد فيها مكان في السابق يطلق عليه البارقة فيه دكاكين تصنع وتباع فيها البشوت (المشالح). وعرفت البلدة قديماً باسم أبارق محيش نسبة إلى هذا المكان.
2. السوق المركزي: وكان يباع فيه الإنتاج الزراعي والفائض يصدر إلى سوق مدينة القطيف وقد كان هذا السوق محل أنظار القرى المجاورة.
3. سوق الكبرى: أقامت البلدية سوقا حديثة متعددة الأغراض وقد تم إنشاؤه قبل ثلاثين عاما تقريباً.

## المياه الجوفية
- عين أم عمار: من أهم العيون في حلة محيش، وتعتبر من أقوى عيون الماء في واحة القطيف بعد عين داروش بصفوى، إلا أنه قد نضب ماؤها. عين أم عمار هي أكبر عيون حلة محيش حجماً وأقواها ماءً وهي قليلة العمق تقع في الجهة الشمالية الغربية من البلدة.
- عين المروانية: تقع في الجهة الغربية من الجحش في موقع يتوسط عين أم عمار وعين الخليلية، ويتردد على ألسنة الأهالي وخصوصاً كبار السن كموروث عن الآباء والأجداد بأن مروان بن الحكم قد عسكر بخيله بالقرب منها وهذه العين قد غطت مياهها الكثير من البساتين وعدداً من المزارع.
- عين الخليلية: تقع إلى الجنوب من عين المروانية بمسافة تقدر بـ (500) متراً وهي توأم عين المروانية لكنها أكثر منها عمقاً وتسقي كثيراً من البساتين.
- عين الجزيرة (الخسيف): تقع في الجهة الجنوبية للبلدة وهي غير معروفة العمق لأن ماءها حائر منذ مائة سنة تقريباً ولذا سميت بـ) الخسيف) وتختلف عن غيرها من العيون بأنها غير مجصصة.

## المساجد
يوجد بحلة محيش 6 مساجد بارزة هي:
1. مسجد الشيخ عقيل: وهو الجامع الكبير في البلدة
2. مسجد الشيخ خميس: يقع في حي العنبة
3. مسجد الشيخ مفلح: يقع في حي الفريق
4. مسجد الإمام الهادي: يقع في حي الوادي
5. مسجد الإمام الرضا: يقع في حي المعبر
6. مسجد الزهراء.

## العادات والتقاليد

### المعتقدات والأساطير
تنفرد الحلة عن سواها بميزة ليس لها مثيل، وهي أن الآفات السامة وخاصة العقارب لا تستطيع العيش فيها فقد مات ما أتوا به وما رأت عين فرد من ساكني الحلة عقرباً في البلدة بتاتاً ويرجع الفضل في ذلك للفائدتين القرآنيتين اللتين دفنتا عند «جصة البابات» و «المنبهي» الأول في الشمال والثاني في الجنوب وهما حدود القرية آنذاك وقد دفنها الشيخ «عبد اللَّه بن علي بن حسين بن علي المشهد» الذي سكن البلدة وقد انتقل إلى رحمة اللَّه في سنة 1255هـ وقد ذكر هذه القصة كثير من الكتاب الذين أرخوا عن تاريخ المنطقة.
ساد الاعتقاد بأن الآفات السامة وخاصة العقارب لا تستطيع العيش في حلّة محيش، حيث شهد السكّان المحلّيون موت ما أتوا به من عقارب، إضافة إلى أنهم لم يسبق لهم وأن شاهدوا أحد الآفات ويرجع ذلك الاعتقاد إلى أن آيتان قرآنيتان قد دفنتا عند جصة البابات في الشمال والمنبهي في الجنوب وهما حدود القرية آنذاك وقد دفنها الشيخ» عبد اللَّه بن علي بن حسين بن علي المشهد «الذي سكن البلدة وقد توفي في سنة 1255هـ وقد ذكر هذه القصة كثير من الكتاب الذين أرخوا عن تاريخ المنطقة.
كانت حلة محيش سابقاً قرية من قرى القطيف، ولكنّها اتسعت في الوقت الحاضر شأنها شأن القرى الأخرى، وفيها مدارس ابتدائية ومتوسط للبنين والبنات، وروضة أطفال، ولجنة للزواج الجماعي، وفيها عدد من العيون أشهرها أم عمار التي تعتبر من أقوى العيون في واحة القطيف بعد عين داروش بصفوى[بحاجة لمصدر].
وتكثر بها الزراعة، حيث تضم عدداً من البساتين ومزارع النخيل التي قّدرت قديماً بمئة وتسعة وستين بستاناً و32,360 نخلة علاوة على زراعة الخضراوات المتنوعة والفواكه والحمضيات.